# Magyarország az 1958-as atlétikai Európa-bajnokságon
Magyarország a Stockholmban megrendezett 1958-as atlétikai Európa-bajnokság egyik részt vevő nemzete volt. Az ország a versenyen 23 sportolóval képviseltette magát.

## Érmesek
| Érem  | Versenyző       | Versenyszám   | Dátum         |
| ----- | --------------- | ------------- | ------------- |
| Bronz | Zsivótzky Gyula | Kalapácsvetés | augusztus 21. |
| Bronz | Kulcsár Gergely | Gerelyhajítás | augusztus 24. |

## Eredmények

### Férfi
| Versenyző                                                | Versenyszám    | Előfutam | Előfutam | Előfutam | Elődöntő | Elődöntő | Elődöntő | Döntő         | Döntő         |
| Versenyző                                                | Versenyszám    | Idő      | Hely.    | Össz.    | Idő      | Hely.    | Össz.    | Idő           | Helyezés      |
| -------------------------------------------------------- | -------------- | -------- | -------- | -------- | -------- | -------- | -------- | ------------- | ------------- |
| Jakabfy Sándor                                           | 100 m          | 10,9     | 4.       | 11.      | kiesett  | kiesett  | kiesett  | kiesett       | kiesett       |
| Goldoványi Béla                                          | 100 m          | 11,1     | 2.       | 21.      | 10,7     | 4.       | 7.       | kiesett       | kiesett       |
| Goldoványi Béla                                          | 200 m          | 22,2     | 2.       | 15.      | 21,7     | 3.       | 7.       | kiesett       | kiesett       |
| Gyuricza György                                          | 200 m          | 22,4     | 1.       | 18.      | 22,4     | 5.       | 14.      | kiesett       | kiesett       |
| Csutorás Csaba                                           | 400 m          | 47,9     | 2.       | 3.       | 48,0     | 4.       | 13.      | kiesett       | kiesett       |
| Szentgáli Lajos                                          | 800 m          | 1:50,0   | 2.       | 2.       | 1:49,8   | 2.       | 7.       | 1:48,3        | 5.            |
| Kovács Lajos                                             | 800 m          | 1:52,0   | 3.       | 18.      | 1:49,2   | 5.       | 5.       | kiesett       | kiesett       |
| Kovács Lajos                                             | 1500 m         | 3:43,0   | 3.       | 8.       |          |          |          | 3:51,6        | 11.           |
| Rózsavölgyi István                                       | 1500 m         | 3:41,5   | 3.       | 3.       |          |          |          | 3:42,7        | 4.            |
| Iharos Sándor                                            | 5000 m         | 14:05,6  | 1.       | 1.       |          |          |          | 14:29,4       | 6.            |
| Szabó Miklós                                             | 5000 m         | 14:12,2  | 3.       | 10.      |          |          |          | 14:29,4       | 10.           |
| Kovács József                                            | 10 000 m       |          |          |          |          |          |          | nem ért célba | nem ért célba |
| Gyuricza György Tóth Béla Jakabfy Sándor Goldoványi Béla | 4 × 100 m      | kizárva  | kizárva  | kizárva  |          |          |          | kiesett       | kiesett       |
| Varga Gyula                                              | 3000 m akadály | 8:59,8   | 3.       | 10.      |          |          |          | 8:48,4        | 6.            |

| Versenyző        | Versenyszám   | Selejtező | Selejtező | Döntő    | Döntő    |
| Versenyző        | Versenyszám   | Eredmény  | Helyezés  | Eredmény | Helyezés |
| ---------------- | ------------- | --------- | --------- | -------- | -------- |
| Horváth János    | Rúdugrás      | 415 cm    |           | 420 cm   | 12.      |
| Földessy Ödön    | Távolugrás    | 731 cm    | 8.        | 720 cm   | 10.      |
| Varjú Vilmos     | Súlylökés     | 15,95 m   | 8.        | 16,77 m  | 7.       |
| Klics Ferenc     | Diszkoszvetés | 50,28 m   | 5.        | 53,08 m  | 5.       |
| Szécsényi József | Diszkoszvetés | 50,79 m   | 3.        | 51,43 m  | 8.       |
| Zsivótzky Gyula  | Kalapácsvetés | 59,83 m   | 5.        | 63,68 m  |          |
| Csermák József   | Kalapácsvetés | 59,71 m   | 6.        | 61,00 m  | 8.       |
| Kulcsár Gergely  | Gerelhajítás  | 69,95 m   | 8.        | 75,26 m  |          |

### Női
| Versenyző   | Versenyszám | Előfutam | Előfutam | Előfutam | Elődöntő | Elődöntő | Elődöntő | Döntő   | Döntő    |
| Versenyző   | Versenyszám | Idő      | Hely.    | Össz.    | Idő      | Hely.    | Össz.    | Idő     | Helyezés |
| ----------- | ----------- | -------- | -------- | -------- | -------- | -------- | -------- | ------- | -------- |
| Németh Ida  | 200 m       | 25,9     | 3.       | 24.      | 25,5     | 5.       | 17.      | kiesett | kiesett  |
| Németh Ida  | 400 m       | 56,8     | 3.       | 7.       |          |          |          | 56,3    | 6.       |
| Kazi Aranka | 800 m       | 2:12,1   | 5.       | 15.      |          |          |          | kiesett | kiesett  |